# Cypseloides fumigatus
El vencejo negruzco o vencejo ahumado chico (Cypseloides  fumigatus) es una especie de ave apodiforme de la familia Apodidae que vive en Sudamérica.

## Distribución y hábitat
El vencejo negruzco se extiende por los bosques y selvas del sur de Brasil, el este de Paraguay y el extremo noreste de Argentina.